# Parti Bangladesh Kalyan
Le Parti Bangladesh Kalyan — (en bengali : বাংলাদেশ কল্যাণ পার্টি, lit. « Parti du bien-être du Bangladesh ») ; abrégé en BKP —, est un parti politique enregistré bangladais fondé par le général Syed Muhammad Ibrahim (en). Ce dernier est le président du parti depuis sa fondation en 2007 et ancien secrétaire général de la branche du Bangladesh Islami Chhatra Shibir à l'université de Chittagong ainsi qu'ancien secrétaire adjoint du parti AB. Abdul Awal Mamun est secrétaire général du parti.

## Histoire
Pendant la crise politique de 2006-2008 au Bangladesh, Syed Muhammad Ibrahim fond un nouveau parti politique nommé Parti Bangladesh Kalyan en décembre 2007. En 2008, le parti rejoint le Jatiya Oikya Front (Front d'unité national) dirigé par Kamal Hossain. Syed Muhammad Ibrahim est réélu président du parti le 5 décembre 2015. Le parti est membre de l'Alliance des 20 partis dirigée par le Parti nationaliste du Bangladesh. En 2023, Juktofront fait ses débuts en tant que nouvelle alliance sous la direction du Parti Bangladesh Kalyan. L'alliance comprend le Parti Jatiya du Bangladesh, la Ligue musulmane du Bangladesh (BML) et le Parti Kalyan du Bangladesh.

### Élections législatives de 2024
Le BKP décide de se présenter aux élections législatives bangladaises de 2024. Il décide de quitter l'Alliance des 20 partis pour participer au scrutin et forme une nouvelle coalition nommée Juktofront avec trois autres partis politiques,. Cette nouvelle coalition est formée pour protester contre le gouvernement de Sheikh Hasina. La coalition présente 38 candidats incluant 20 candidats du BKP. Ce dernier remporte un siège à l'issue du scrutin dans la circonscription de Cox's Bazar-1 où le président du parti, Syed Muhammad Ibrahim, est élu membre de la douzième législature du Jatiya Sangsad en battant le député sortant Jafar Alam.